# مانیفست (فیلم ۱۹۸۸)
مانیفست (انگلیسی: Manifesto) فیلمی کمدی-درام به کارگردانی دوشان ماکاویو محصول سال ۱۹۸۸ است. فیلم اقتباسی از رمان امیل زولا به نام برای شبی عاشقانه است.

## بازیگران
- آلفرد مولینا
- اریک استولتس
- گابریله انور
- لینزی دانکن
- راده سربزیا
- سیمون کالو